# Покровско-Урустамакское сельское поселение
Покровско-Урустамакское се́льское поселе́ние — муниципальное образование в Бавлинском районе Татарстана Российской Федерации.
Административный центр — село Покровский Урустамак.

## История
Статус и границы сельского поселения установлены Законом Республики Татарстан от 31 января 2005 года № 16-ЗРТ «Об установлении границ территорий и статусе муниципального образования "Бавлинский муниципальный район" и муниципальных образований в его составе».

## Население
| 2010  | 2011  | 2012  | 2013  | 2014  | 2015  | 2016  |
| ----- | ----- | ----- | ----- | ----- | ----- | ----- |
| 1099  | ↘1095 | ↘1077 | ↘1063 | ↘1046 | ↘1026 | ↘1021 |
| 2017  | 2018  |       |       |       |       |       |
| ↘1015 | ↘1000 |       |       |       |       |       |

## Состав сельского поселения
| № | Населённый пункт     | Тип населённого пункта       | Население |
| - | -------------------- | ---------------------------- | --------- |
| 1 | Бакалы               | деревня                      |           |
| 2 | Ваешур               | деревня                      |           |
| 3 | Кит-Озеро            | деревня                      |           |
| 4 | Покровский           | посёлок                      |           |
| 5 | Покровский Урустамак | село, административный центр | ↗759      |
| 6 | Шарай                | деревня                      |           |